# Mulo (Aldeia)
Mulo ist eine osttimoresische Aldeia im Suco Mulo (Verwaltungsamt Hatu-Builico, Gemeinde Ainaro). 2015 lebten in der Aldeia 1004 Menschen.

## Geographie und Einrichtungen

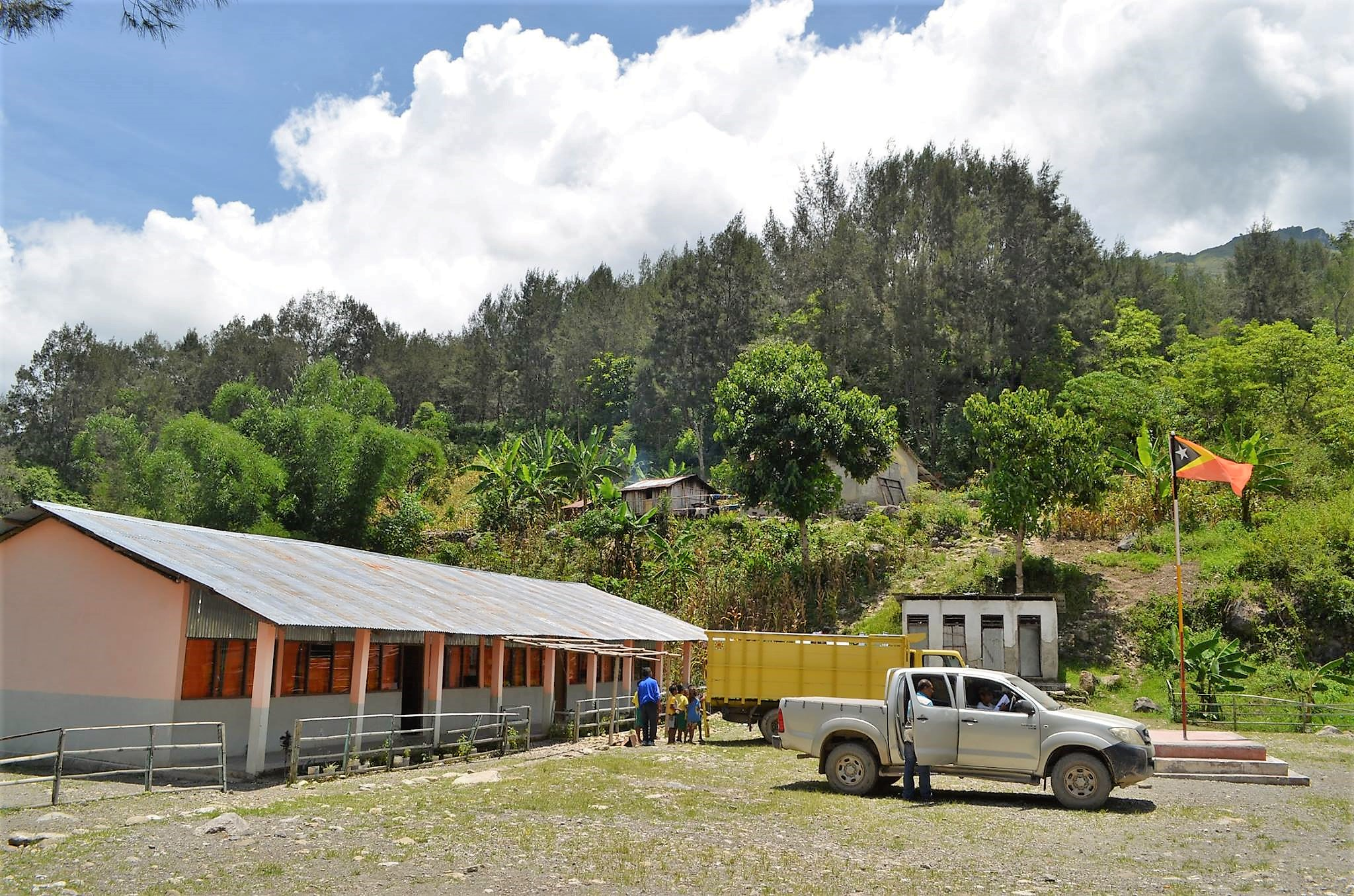
Schule in Dare Boetua

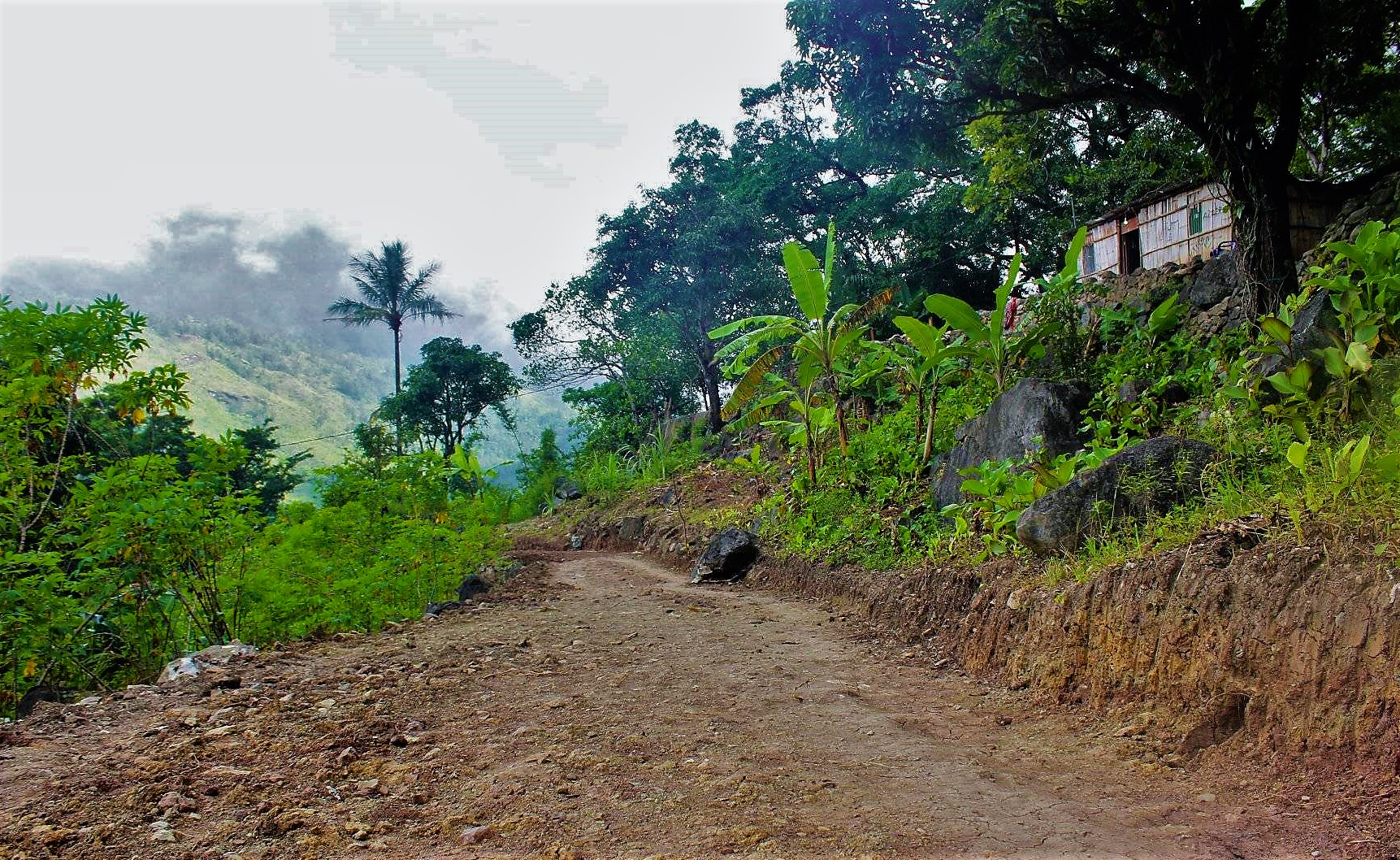
In der Aldeia Mulo

Die Aldeia Mulo nimmt fast den gesamten Westen des gleichnamigen Sucos ein. Nordwestlich liegt nur noch die Aldeia Queorudo. Im Nordosten befindet sich die Aldeia Maulahulo und im Osten die Aldeia Tatiri. Im Westen und an einer kleinen Stelle im Norden grenzt die Aldeia Mulo an den Suco Nuno-Mogue und im Südosten an den Suco Mauchiga. Die Grenze zu Mauchiga bildet weitgehend der Belulik, nur im äußersten Osten macht die Grenze einen kleinen Schwenker nach Norden und folgt dem Dare, einem Nebenfluss des Beluliks. Dann folgt ein kleiner Abschnitt, wo die Aldeia Mulo den Fluss überquert, bevor der Dare Mulo und Tatiri voneinander trennt. Der Tolemau, ein weiterer Nebenfluss des Beluliks, markiert die Westgrenze zu Nuno-Mogue. Der Dokomali, ein Wasserfall des Tolemaus, befindet sich auf der Grenze.
Durch den Süden der Aldeia Mulo führt die Überlandstraße von Ainaro nach Dili. An ihr liegen die Orte Suruhati, Dare Boetua und Dare (auch Mulo genannt). Dare verfügt über einen Friedhof und eine evangelische Kapelle, in Dare Boetua befindet sich eine Grundschule und in Suruhati der „Große Friedhof“. Die Grundschule von Dare Boetua hat eine Schulpartnerschaft mit der Korowal School im australischen Hazelbrook/Blue Mountains City. Nördlich steigt das Land auf eine Meereshöhe von über 2000 m. Hier liegen noch weitere Siedlungen.

## Geschichte
Die Region war Operationsgebiet der FALINTIL, die gegen die indonesischen Invasoren kämpfte. Am 20. August 1982 griffen FALINTIL-Kämpfer, unterstützt von Bewohnern Mauchigas und Dares, die Koramil in Dare und Koramil und Polizei in Hatu-Builico an. Dies war Teil des Cabalaki-Aufstands, bei dem mehrere indonesische Stützpunkte in der Region gleichzeitig attackiert wurden. Die Indonesier schickten sofort Truppen in die Region. In Dare wurden Häuser niedergebrannt, Schulen geschlossen und Frauen und Kinder dazu gezwungen, Wache in Militärposten zu halten. Außerdem kam es zu Zwangsumsiedlungen, Brandschatzung, Plünderungen und Vergewaltigungen. Die Militärposten wurden in jeder Aldeia der Region errichtet, dazu kamen acht Gemeindeposten um Dare herum. FALINTIL-Kämpfer und ein Großteil der Bevölkerung flohen aus dem Gebiet.